# 植村直己冒険賞

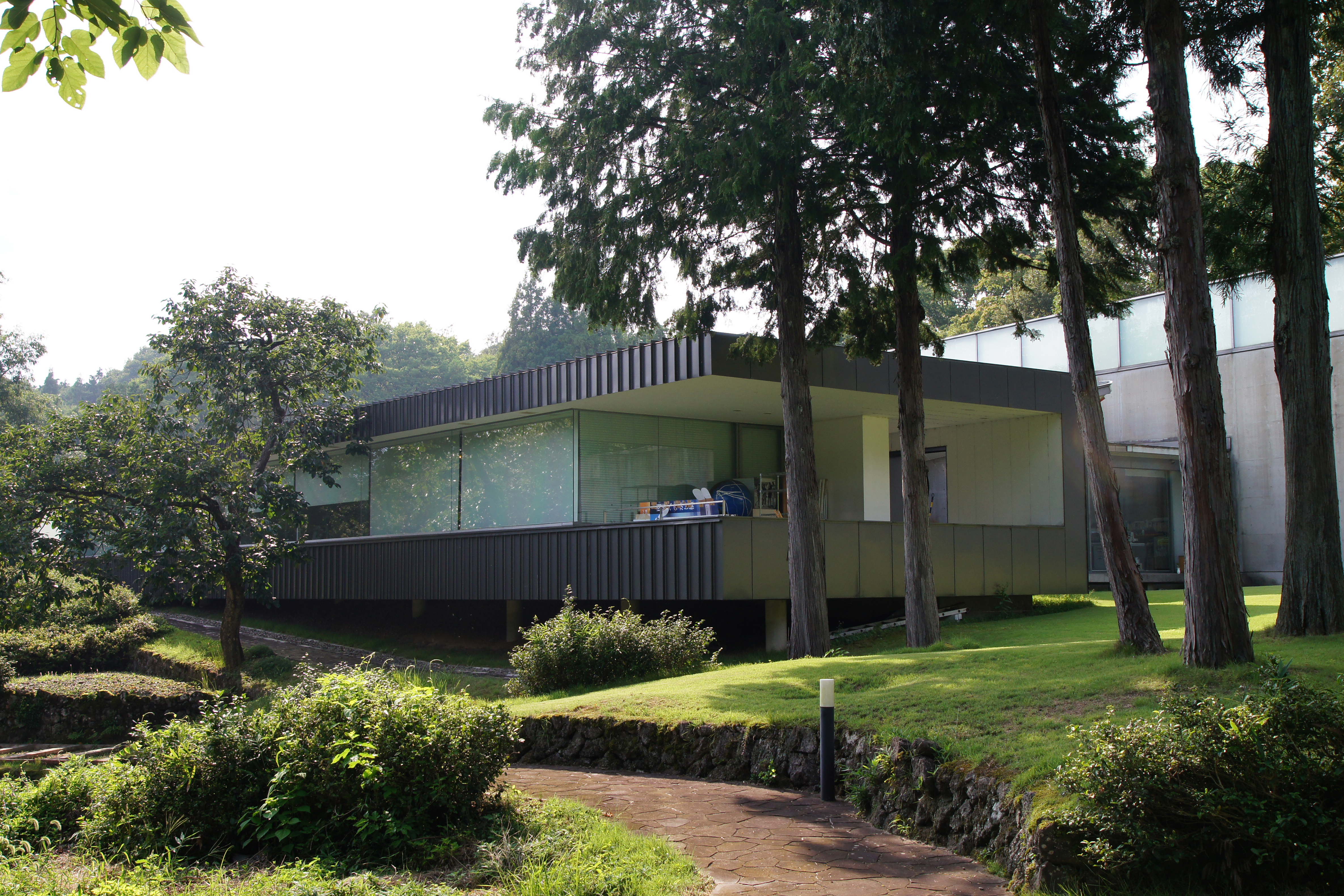
冒険賞関連の展示を行う「植村直己冒険館新館」

植村直己冒険賞（うえむらなおみぼうけんしょう）は、冒険家『植村直己』の“精神”を後世に継承するために設けられた賞である。
自然を相手に創造的な勇気ある行動をした人、または団体に贈呈される。主催は、兵庫県豊岡市（新豊岡市成立までは、旧・日高町）。
授賞対象は、存命の日本人、または日本人が主催する団体で、1月から12月までの業績をもとに選考委員会で選考し、翌年2月に発表される。

## 歴代受賞者
| 回     | 年     | 受賞者                              | 冒険名                                                                                          |  |
| ------ | ------ | ----------------------------------- | ----------------------------------------------------------------------------------------------- |  |
| 第1回  | 1996年 | 尾崎隆                              | 幻の山ミャンマー最高峰カカボラジ初登頂                                                          |  |
| 第2回  | 1997年 | 米子昭男                            | 左腕を失うハンディを乗り越えヨットで大西洋・太平洋単独横断                                      |  |
| 第3回  | 1998年 | 関野吉晴                            | 人類の旅5万キロをたどるグレートジャーニーの冒険                                                 |  |
| 第4回  | 1999年 | 大場満郎                            | 史上初の北極海単独横断と南極大陸約4,000キロの単独横断                                           |  |
| 第5回  | 2000年 | 神田道夫                            | 熱気球でヒマラヤ山脈・ナンガパルバット（8,125m）越えに成功                                      |  |
| 第6回  | 2001年 | 中山嘉太郎                          | 中央アジア・シルクロードを駆け抜ける                                                            |  |
| 第7回  | 2002年 | 山野井泰史・妙子                    | ギャチュンカン峰（7,952m）の登頂に成功                                                          |  |
| 第8回  | 2003年 | 安東浩正                            | 日本人初の厳冬期シベリア単独自転車横断                                                          |  |
| 第9回  | 2004年 | 渡辺玉枝                            | 女性世界最高齢で8,000m峰5座目となるローツェに登頂                                               |  |
| 第10回 | 2005年 | 永瀬忠志                            | リヤカーを引き世界各地を徒歩踏破４万３千キロ                                                    |  |
| 第11回 | 2006年 | 小松由佳                            | K2に日本人女性初登頂                                                                            |  |
| 第12回 | 2007年 | 野口健                              | エベレストに北稜（中国側）から登頂成功                                                          |  |
| 第13回 | 2008年 | 該当者なし （被選出者の辞退のため） | 該当者なし （被選出者の辞退のため）                                                             |  |
| 第14回 | 2009年 | 中西大輔                            | 11年かけ自転車で地球2周15万キロ                                                                 |  |
| 第15回 | 2010年 | 栗秋正寿                            | 中央アラスカ山脈83日間に及ぶ ハンター冬季単独登頂に挑戦                                         |  |
| 第16回 | 2011年 | 斉藤実                              | ヨットで単独「最高齢（77歳）・最多（8回）」世界一周達成                                         |  |
| 第17回 | 2012年 | 竹内洋岳                            | 14Project（ダウラギリに無酸素登頂し、8,000m峰14座完登）                                         |  |
| 第18回 | 2013年 | 田中幹也                            | 厳冬期カナダで自身の可能性に挑み続け19年・2万2千キロ踏破                                        |  |
| 第19回 | 2014年 | 該当者なし （被選出者の辞退のため） | 該当者なし （被選出者の辞退のため）                                                             |  |
| 第20回 | 2015年 | 本多有香                            | 極北の原野で犬たちと暮らし、マッシャー（犬ゾリ使い）となる夢を実現 ～北米二大犬ゾリレース完走～ |  |
| 第21回 | 2016年 | 平出和也                            | アルパインクライマー、山岳カメラマンの二刀流で活動中（8,000m峰5座、エベレスト3回登頂）          |  |
| 第22回 | 2017年 | 荻田泰永                            | 南極点無補給単独徒歩到達                                                                        |  |
| 第23回 | 2018年 | 岡村隆                              | 「未知」の遺跡探査に情熱を傾けて約半世紀、南アジア密林遺跡探検調査                              |  |
| 第24回 | 2019年 | 岩本光弘                            | 全盲のハンディキャップを抱えながらも太平洋横断                                                  |  |
| 第25回 | 2020年 | 稲葉香                              | 秘境の地西チベット厳冬のドルポ越冬122日間                                                       |  |
| 第26回 | 2021年 | 阿部雅龍                            | 白瀬ルートによる南極点単独徒歩到達に挑戦                                                        |  |
| 第27回 | 2022年 | 野村良太                            | 積雪期単独北海道分水嶺縦断                                                                      |  |
| 第28回 | 2023年 | 山田高司、高野秀行                  | イラクの巨大湿地帯（アフワール）探検                                                            |  |
| 第28回 | 2023年 | 田中彰、大西良治                    | ヒマラヤ・アンナプルナ山群の大渓谷「セティ・ゴルジュ」探検                                      |  |
| 第29回 | 2024年 | 吉田勝次                            | ラオスの人跡未踏の洞窟を探検                                                                    |  |

## 植村直己冒険賞 特別賞
長年の活動などを対象にした賞
- 2003年選出、明治大学山岳部・炉辺会（部員およびOBによる8000メートル峰14座登頂）
- 2008年選出、堀江謙一[2]
- 2012年選出、村口德行、渡邉玉枝